# 酒井浩司
酒井 浩司（酒井コウジ、さかい こうじ、Koji Sakai、1963年6月27日 ）は、インテリアデザイナー、国士舘大学理工学研究所特別研究員である。九州女子大学（教授～2022年3月）。第一工業大学（現：第一工科大学）（客員教授～2018年3月）。「SIA×DESIGN＝HAPPINESS」を合言葉に、活動を行っているデザインユニット代表。sia-furniture.com代表。公益社団法人日本インテリアデザイナー協会理事。はじめての設計シリーズVol.2「カフェ編」を監修（アルファブックス、2021年11月30日発刊）。30年前よりミラノヘ、プロジェクトマネジャーとしてイタリアS社極東地区プロジェクトを担当し多数のメガストアをオープンさせる。その後、SIA一級建築士事務所設立。海外PROJECT経験から得たシステムを活用したデザインやコンサルティングを得意とし、インテリアデザイン、プロダクト、建築などのプロジェクトを手掛けている。また、モノ・コトが人に及ぼす影響や人に優しいサスティナブルな素材研究をおこなっている。2011年より、有志メンバーとデザイントーク「Design Conference（デザインカンファ）」を始める。現在、海外建築インテリアデザインレポートや「デザイン新常態」をテーマに、これらの暮らし、デザインについて各地でデザイントークを開催している。
代表作に「MISS SIXTY HK」、「移動式茶室・どうらく庵」、「TuTuMu Exhibition Milano」、「TOMODACHI」のプロデュースがある。
JCD奨励賞、Nashop Lighting Award優秀賞、OUTDOOR-DESIGN AWARD2020(a chic × cosi ×eco&rino) など受賞多数。
SDGsの基本概念に基づくサスティナブル素材の開発を巡る動向調査

## 略歴
大阪府大阪市出身。大阪府立山本高等学校、大阪芸術大学を卒業後、MISS SIXTY（SIXTY HK Ltd）の店舗開発とプロジェクトマネージャーを担当し、極東地区でフラッグシップストアをオープンさせる。2013年より、ミラノで開催してるTuTuMu Exhibitionの実行委員として、会場構成を担当している。2003年にSIESTA INTERNATIONL ASSOCIATES（SIA）一級建築士事務所を設立。2004年にsia-furniture.comを立ち上げる。第一工業大学建築デザイン学科インテリアコースの教授、九州女子大学教授を歴任。2016年に公益社団法人日本インテリアデザイナー協会の理事に就任。大阪モード学園（非常勤講師1989年～2021年3月）。大手前短期大学非常勤講師（2018年～）、国士舘大学理工学研究所フェロー（2019年～）。

## 主な作品
- 2002年 Cafe MARQUEE(大阪）
- 2003年 MISS SIXTY&ENERGY(香港）
- 2003年 MISS SIXTY&ENERGY(東京）
- 2009年 移動茶室空間「どうらく庵」発表。
- 2010年 douraku-ann 発表。(ミラノ フォーリサローネ、Picnic)
- 2013年 遊べる家具「TOMODACHI」発表。
- 2014年 douraku-ann CORVACEタイプ ミラノ MOTTAINAI展にて発表。
- 2021年はじめての設計シリーズVol.2「カフェ編」を監修（アルファブックス）[1]

## 受賞
- MISS SIXTY HongKong Russel st（JCD DESIGN AWARDS 奨励賞）（2002年)
- MISS SIXTY Meijidori（NASHOP Lighting AWARDS 優秀賞）（2003年）
- Traxon & Graphca JAPAN SHOP (DDA AWARDS入賞、ディスプレイ産業奨励賞[3]）（2004年）
- Café Pomme de terre Takarazuka（財団法人店舗システム協会 BEST STORE OF THE YEAR 16TH 2008年 優秀賞）